# Miguel Pinto Luz
Miguel Martinez de Castro Pinto Luz (ur. 8 marca 1977 w Lizbonie) – portugalski polityk i samorządowiec, sekretarz stanu (2015), poseł do Zgromadzenia Republiki, od 2024 minister infrastruktury i mieszkalnictwa.

## Życiorys
W 2000 ukończył studia z elektroenergetyki w szkole inżynierskiej Instituto Superior Técnico  (IST) wchodzącej w skład Uniwersytetu Technicznego w Lizbonie. W 2001 na tej samej uczelni uzyskał magisterium z zakresu sieci komputerowych. Pracował jako nauczyciel akademicki w IST. Był też pracownikiem instytutu badawczego INESC-ID. Zaangażował się w działalność polityczną w ramach Partii Socjaldemokratycznej. Od 2005 wchodził w skład miejskich władz wykonawczych w Cascais. Pełnił funkcję zastępcy burmistrza tej miejscowości oraz zastępcy rady do spraw turystyki regionu Lizbona. W 2015 krótko zajmował stanowisko sekretarza stanu do spraw infrastruktury, transportu i komunikacji. W 2022 został wiceprzewodniczącym PSD. 
W wyborach w 2024 uzyskał mandat deputowanego do Zgromadzenia Republiki. Z powodzeniem ubiegał się o poselską reelekcję w 2025.
W kwietniu 2024 objął urząd ministra infrastruktury i mieszkalnictwa w rządzie Luísa Montenegra. Pozostał na tej funkcji również w utworzonym w czerwcu 2025 drugim gabinecie lidera PSD.